# Aeroporto di Maiduguri
L'Aeroporto di Maiduguri (IATA: MIU, ICAO: DNMA) è un aeroporto nigeriano situato nel tessuto urbano della città di Maiduguri, capitale dello Stato federale del Borno.
La struttura è posta all'altitudine di 335 m (1 099 ft) sul livello del mare, dotata di un solo terminal ed una sola pista con fondo in asfalto lunga 3 001 m e larga 60 m (9 846 x 197 ft) con orientamento 05/23, equipaggiata con dispositivi di assistenza all'atterraggio tra i quali un impianto di illuminazione ad alta intensità (HIRL) con segnalazione della zona di touchdown (TDZL).
L'aeroporto è gestito dalla Federal Airports Authority of Nigeria (FAAN), effettua attività secondo le regole e gli orari sia IFR che VFR ed è aperto al traffico commerciale.
La struttura è inoltre sede del 79 Composite Group della Nigerian Air Force costituito dal 204 Wing che opera con i caccia Mikoyan-Gurevich MiG-21bis e gli addestratori biposto MiG-21UM.